# Cung Văn hóa Nhân dân
Cung Văn hóa Nhân dân (tiếng Hàn: 인민 문화 궁전; Hanja: 人民 文化 宮殿) là một cung điện và nhà hát nằm ở Bình Nhưỡng, Bắc Triều Tiên. Việc xây dựng toà nhà được hoàn thành vào tháng 1 năm 1974 và được mở cửa cho công chúng vào tháng 4 năm 1974. Tổng thống Hàn Quốc Kim Dae-jung đã được tổ chức lễ đón tại Cung Văn hoá Nhân dân trong hội nghị thượng đỉnh liên Triều năm 2000.
Tòa nhà cao bốn tầng và có cả tầng hầm.